# Hemerobius atrifrons
Hemerobius atrifrons är en insektsart som beskrevs av Robert McLachlan 1868.
Hemerobius atrifrons ingår i släktet Hemerobius och familjen florsländor. Arten är reproducerande i Sverige. Inga underarter finns listade i Catalogue of Life.